# Roscoe Tanner
Roscoe Tanner (Chattanooga, 15 de Outubro de 1951) é um ex-tenista profissional estadunidense.

## Grand Slam finais

### Simples: 2 (1–1)
| Resultado | Ano  | Campeonato                | Piso  | Oponente        | Placar                       |
| --------- | ---- | ------------------------- | ----- | --------------- | ---------------------------- |
| Campeão   | 1977 | Australian Open (Janeiro) | Grama | Guillermo Vilas | 6–3, 6–3, 6–3                |
| Vice      | 1979 | Wimbledon                 | Grama | Björn Borg      | 7–6(7–4), 1–6, 6–3, 3–6, 4–6 |